# カニング伯爵
カニング伯爵（Earl Canning）は、かつて存在した連合王国貴族の伯爵位。インド総督を務めた第2代カニング子爵チャールズ・カニングが1859年に叙されたのに始まるが、子供がなかったため1862年に彼が死去すると廃絶した。

## 歴史
イギリスの首相(在職1827年)や外務大臣(在職1807年-1809年,1822年-1827年)を務めたトーリー党の政治家ジョージ・カニング(1770年-1827年)の妻ジョアン・カニング(1776年-18371837年)（陸軍将官ジョン・スコットの娘）は、夫の死後の1828年1月22日に連合王国貴族爵位キルケニー県におけるキルブラハムのカニング女子爵(Viscountess Canning, of Kilbraham in the County of Kilkenny)に叙せられた。この爵位には彼女の夫の直系・嫡出の男系男子に継承される特別継承者(special remainder)の規定が付けられていた。
この規定により彼女の死後、カニング夫妻の三男（長男と次男は男子なく死去していた）であるチャールズ・ジョン・カニング(1812年–1862年)が2代カニング子爵位を継承した。彼も保守党、穀物法廃止を巡る保守党分裂後はピール派に属した政治家であり、第二次ピール内閣の木材・森林長官(在職1846年)、アバディーン伯爵内閣の郵政長官(在職1853年-1855年)を務めた後、1856年2月にインド総督に就任した。1857年から1858年にかけてインド大反乱の鎮圧にあたり、その功績により1859年5月21日に連合王国貴族爵位カニング伯爵に叙された。
しかし子供がなかったため、彼の死去とともにカニング伯爵位とカニング子爵位は廃絶した。

## 歴代当主

### カニング子爵 (1828年)
- 初代カニング女子爵ジョアン・カニング (Joan Canning, 1777年–1837年)
- 第2代カニング子爵チャールズ・ジョン・カニング (Charles John Canning, 1812年–1862年)
  - 1859年にカニング伯爵に叙される

### カニング伯爵 (1859年)
- 初代カニング伯爵チャールズ・ジョン・カニング (Charles John Canning, 1812年–1862年)
  - 彼の死とともに廃絶